# Wirtschaftsgeschichte Luxemburgs
Die Veränderungen der luxemburgischen Wirtschaftsstruktur vom 19. Jahrhundert bis in die Gegenwart können als radikaler und extrem schneller Wandel weg von der dominierenden Stahlindustrie (1975: 25 % der Summe aller Wertschöpfungen, 2001: 2 %) zur Dienstleistungsgesellschaft beschrieben werden. Luxemburg ist heute ein bedeutendes Finanzzentrum und hat das höchste Bruttoinlandsprodukt pro Einwohner der Welt (2002).

## 1839–1885
1840 war Luxemburg ein kleines Bauernland. Um aus dieser Armut auszubrechen, trat Luxemburg 1842 dem deutschen Zollverein bei. Durch den Bau von Eisenbahnlinien bekam Luxemburg bessere Verkehrsverbindungen zu Deutschland, Belgien und Frankreich.

## 1886–1918
Im Süden Luxemburgs gibt es reichlich Eisenerzvorkommen (Minette), die aber nicht effizient genutzt werden konnten, bis 1886 der Engländer Sidney Thomas das Thomas-Verfahren entwickelte, welches es erlaubte phosphorreiches Eisenerz zu schmelzen. 1886 markiert den Startschuss für die moderne Stahlindustrie in Luxemburg. Deutsches Kapital und deutsche Arbeitskräfte halfen die Industrie aufzubauen. So wurde aus einem Agrarstaat langsam ein Industriestaat.

## 1919–1945
80 % der Industrieproduktion wurde exportiert. Als Mitglied des Zollvereins exportierte Luxemburg vor allem nach Deutschland. Doch nach dem Ersten Weltkrieg musste Luxemburg aus politischen Gründen diese Zollunion aufgeben.
Luxemburg musste sich also 1919 nach einem neuen Wirtschaftspartner umsehen. In dem Referendum vom 20. September 1919 wurden die Luxemburger unter anderem dazu aufgefordert sich für Frankreich oder Belgien als neuen Wirtschaftspartner zu entscheiden. 73 % der Bevölkerung sprachen sich für Frankreich aus. Doch es sollte anders kommen, am 10. Mai 1920 informierte Frankreich die Luxemburger Regierung, dass es nicht die Absicht hatte eine Wirtschaftsunion mit Luxemburg einzugehen. Also war Luxemburg gezwungen mit Belgien zu verhandeln. Nach langwierigen Verhandlungen wurde die UEBL (Union economique belgo-luxembourgeoise) 1921 gegründet. Sie trat offiziell 1922 in Kraft. Die UEBL führte unter anderem dazu, dass Luxemburg in eine Währungsunion mit Belgien eintrat, die bis zur Einführung des Euro im Jahre 1999 andauerte.
Die Luxemburger Eisenindustrie musste sich den neuen Gegebenheiten anpassen. Zunächst wurde das Kapital der Firmen umstrukturiert. Deutsche Aktionäre stiegen aus und belgische und französische Aktionäre kamen hinzu. Daraufhin musste sich die ganze Industrie von einem großen Binnenmarkt (der Markt des Zollvereins) auf einen Weltmarkt umstellen. 1929, das Jahr der Weltwirtschaftskrise war für Luxemburg ein wichtiges Jahr, weil einerseits die Luxemburger Börse (Bourse de Luxembourg) gegründet wurde, andererseits weil das Parlament (Chambre des Députés) ein Gesetz über Steuerermäßigungen für Holdinggesellschaften beschloss. Diese Gesetzgebung bot die Grundlage für den späteren Finanzplatz Luxemburg.
Die 1930er Jahre sind überschattet von wirtschaftlichen, sozialen und politischen Krisen. Gewerkschaften wurden gegründet, Massenstreiks wurden veranstaltet und die Regierung versuchte die kommunistische Partei mit dem Maulkorbgesetz zu verbieten.

## 1946–1949
1947 ratifizierte das Parlament den BENELUX-Vertrag, der zur Gründung einer Zollunion zwischen Belgien, den Niederlanden und Luxemburg führt.

## 1950–1974
Als einer der wichtigsten Stahlproduzenten in Europa war Luxemburg 1951 Gründungsmitglied der EGKS (Europäische Gemeinschaft für Kohle und Stahl). Frankreich, Deutschland, Italien, die Niederlande, Belgien und Luxemburg einigten sich ihre Kohle und Stahlproduktion unter ein supranationales Kontrollorgan mit Sitz in Luxemburg zu stellen.

## Seit 1975
Die früher von Schwerindustrie und Landwirtschaft geprägte Wirtschaftsstruktur hatte sich seit Beginn der 70er Jahre erheblich gewandelt. Hauptarbeitgeber war damals der Stahlkonzern ARBED, der die Stahlkrise um den Preis der Verkleinerung der Belegschaft (von Anfang der 70er Jahre noch 27.000 auf derzeit ca. 6.700) und rigoroser Modernisierung überstehen konnte.
Vor dem absehbaren Rückgang der Bedeutung der Schwerindustrie hat die Luxemburger Regierung seit 1975 bewusst und erfolgreich eine Diversifizierungspolitik betrieben, neue Industrien angesiedelt und vor allem mit großem Erfolg den Banken- und Versicherungssektor forciert.
Seit dem 1. Januar 1994 ist Luxemburg ein Vertragsstaat des Abkommens über den Europäischen Wirtschaftsraum (EWR-Abkommen).
2002 erfolgte die Einführung des Euro als Zahlungsmittel. ARBED hat im Januar 2002 mit USINOR (F) und ACERALIA (SP) eine Fusion zum derzeit zweitgrößten Stahlkonzern der Welt ARCELOR vollzogen.
2006 fusionierte der Stahlkonzern ARCELOR nach turbulenten Verhandlungen mit dem Stahlriesen MITTAL STEEL, wodurch der mit Abstand weltgrößte Stahlkonzern entstand. Der Sitz blieb weiterhin in Luxemburg.